# Chorizopella tragardhi
Genre
Espèce
Chorizopella tragardhi, unique représentant du genre Chorizopella, est une espèce d'araignées aranéomorphes de la famille des Theridiidae.

## Distribution
Cette espèce est endémique d'Afrique du Sud. Elle se rencontre dans les provinces du KwaZulu-Natal, du Mpumalanga et du Limpopo.

## Étymologie
Cette espèce est nommée en l'honneur d'Ivar Trägårdh.

## Publication originale
- Lawrence, 1947 : A collection of Arachnida made by Dr. I. Trägårdh in Natal and Zululand (1904-1905). Göteborgs Konglige Veternskaps- och Vitterhets-Samhälles Handlingar, sér. B, vol. 5, no 9, p. 1-41.